# Ванслов Іван Улянович
Ванслов Іван Улянович (*1742 — †після 1804, Перм) — викладач, дипломат, перекладач з французької мови. Вихованець Києво-Могилянської академії.

## Біографія
Народився в сім'ї бідного смоленського шляхтича.
На початку 1750-х рр. вступив до Києво-Могилянської академії. Разом з ним навчалися В. Рубан, Ф. Емін, М. Бантиш-Каменський — у майбутньому відомі літератори, з якими він листувався, співпрацював у різних періодичних виданнях.
Не закінчивши повного курсу КМА, Ванслов переїхав до Москви, де певний час навчався у гімназії при Московському університеті. З 1761 у Санкт-Петербурзі викладав російську і французьку мови учням придворного театру. З 1763 слухав лекції і навчався малюванню в Санкт-Петербурзькій академії мистецтв, а 1766–1768 відвідував університет при Академії Наук Санкт-Петербурга. Проте матеріальна скрута змусила його відмовитись від мрії стати «вільним художником».
1769 призначено канцеляристом у Сенаті. З 1770 — актуаріус Державної колегії закордонних справ. З 1773 — дипломатичний кур'єр у поїздках до Швеції, Німеччини, Данії. 1774 призначено перекладачем колегії. Консул та повірений у консульських справах в м. Ензем у Персії (1776–1782). Пізніше служив головою Пермського суду, а також головою Пермського губернського магістрату. Від 1791 призначений до Цивільної палати і отримав чин надвірного радника. 8 березня 1794 переведено до Томського губернського правління.
Провадив літературну діяльність, зокрема у петербурзький період життя. 1771 В. Рубан, товариш по навчанню в Києво-могилянській академії, запросив Івана Уляновича до співпраці в журналі «Трудолюбивый муравей», а 1772 — до збірника «Старина и Новизна». Співробітничав з журналом «Полезное увеселение» і «Парнасский щепетильник». Займався переважно перекладами з французької мови, зокрема переклав із «Encyclopédie, ou Dictionaire raisonne des sciences, des arts et des métiers» («Енциклопедія, або Тлумачний словник наук, мистецтв та ремесел») статті «О любопытстве и гадании» (1770), «О клевете и презрении» (1771), «О пороке и добродетели» (1774).
У періодиці вийшли його переклади «Сатирический и нравоучительный разговор. Правда и ласкательство» («Полезное увеселение», 1762) та «Децемвиры управляли вместо императоров в Риме» («Парнасский щепетильник», 1770).